# Bouziès
 Bouziès  (en occitano Bosiès) es una población y comuna francesa, situada en la región de Mediodía-Pirineos, departamento de Lot, en el distrito de Cahors y cantón de Saint-Géry.

## Demografía
| 126 | 105 | 93 | 74 | 77 | 70 |
| Para los censos de 1962 a 1999 la población legal corresponde a la población sin duplicidades (Fuente: INSEE [Consultar]) |     |    |    |    |    |